# Еркиншиликский сельский округ
Еркиншили́кский се́льский окру́г (каз. Еркіншілік ауылдық округі) — административная единица в составе Ерейментауского района Акмолинской области Казахстана. 
Административный центр — аул Еркиншилик.

## История
В 1989 году существовал как — Павловский сельсовет (сёла Павловка, Веренка, Енбек, Кусак).
В периоде 1991—1998 годов:
- Павловский сельсовет был преобразован в Павловский сельский округ;
- село Кусак было упразднено.

В 2010 году село Павловка, Павловский сельский округ были переименованы в село Еркиншилик, Еркиншилиский сельский округ соответственно. 
В 2019 году село Веренка было упразднено.

## Население
| Численность населения | Численность населения | Численность населения |
| 1989                  | 1999                  | 2009                  |
| --------------------- | --------------------- | --------------------- |
| 5305                  | ↘4417                 | ↘4060                 |

## Состав
| № | Населённый пункт | Тип населённого пункта       | Население, 1989 | Население, 1999 | Население, 2009 |
| - | ---------------- | ---------------------------- | --------------- | --------------- | --------------- |
| 1 | Веренка          | село, упразднено             | 423             | 266             | 102             |
| 2 | Енбек            | село                         | 386             | 251             | 250             |
| 3 | Еркиншилик       | село, административный центр | 4 373           | 3 900           | 3 708           |
| 4 | Кусак            | село, упразднено             | 123             | -               | -               |

## Местное самоуправление
Аппарат акима Еркиншиликского сельского округа — село Еркиншилик, улица Кулыш Досмагамбетулы, 3.
- Аким сельского округа — Амангельдинов Жанабай[1].